# Atelier Lienhardt
Das Atelier Lienhardt war ein Fotostudio und Fotohaus in Einsiedeln im Schweizer Kanton Schwyz, das von verschiedenen Angehörigen der Familie Lienhardt betrieben wurde und unter verschiedenen Bezeichnungen firmierte.

## Geschichte
Gegründet wurde das Atelier 1870 von Jakob Joseph Lienhardt (1830–1891). Dessen Sohn Jakob (1862–1933) absolvierte seine Ausbildung wahrscheinlich beim Vater und arbeitete ab den 1880er Jahren im Atelier mit. 1891 übernahm Wilhelm Schrader (1859–1928) das Atelier, dem 1895 Johann Lüthi folgte. Die Witwe des Firmengründers Katharina Lienhardt-Oechslin (1827–1917) betrieb, zunächst in Zusammenarbeit mit Jakob Lienhardt, das Atelier ab 1897. 1907 wurde Bolesław Dobrzański junior (1874–1932) Geschäftsführer und Fotograf in dem Unternehmen. Etwa 1917 ging das Atelier in die Hände der beiden Töchter des Firmengründers, Meinrada (1860–1928) und Marie Lienhardt (1864–1929), über, wobei aber Dobrzański Geschäftsführer blieb. Er wurde 1922 von Jakob Gasser abgelöst. Dieser übernahm das Geschäft im Jahr 1929 ganz und führte es als «Photohaus Jakob Gasser Einsiedeln» weiter. Der Nachlass des Ateliers sowohl aus der Lienhardt- als auch aus der Gasser-Zeit befindet sich im Schweizerischen Nationalmuseum. Im Jahr 2018 waren Bilder des Fotoateliers Lienhardt in der Ausstellung Einsiedeln und seine Fotograf(i)en im Chärnehus in Einsiedeln zu sehen.

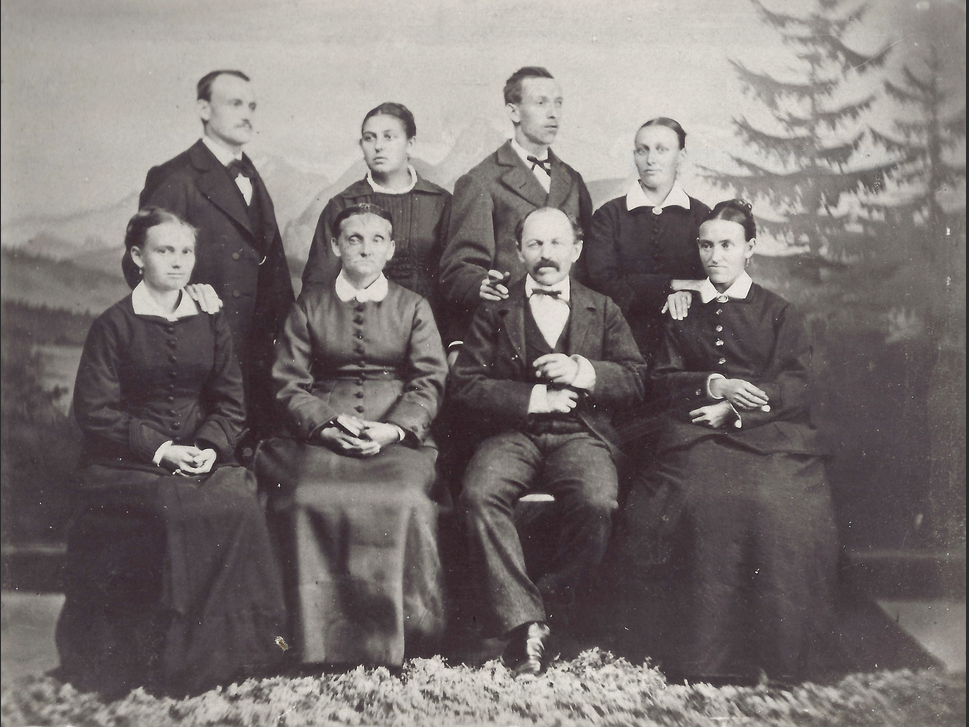
Familienbild der Familie Bettschart (um 1878)
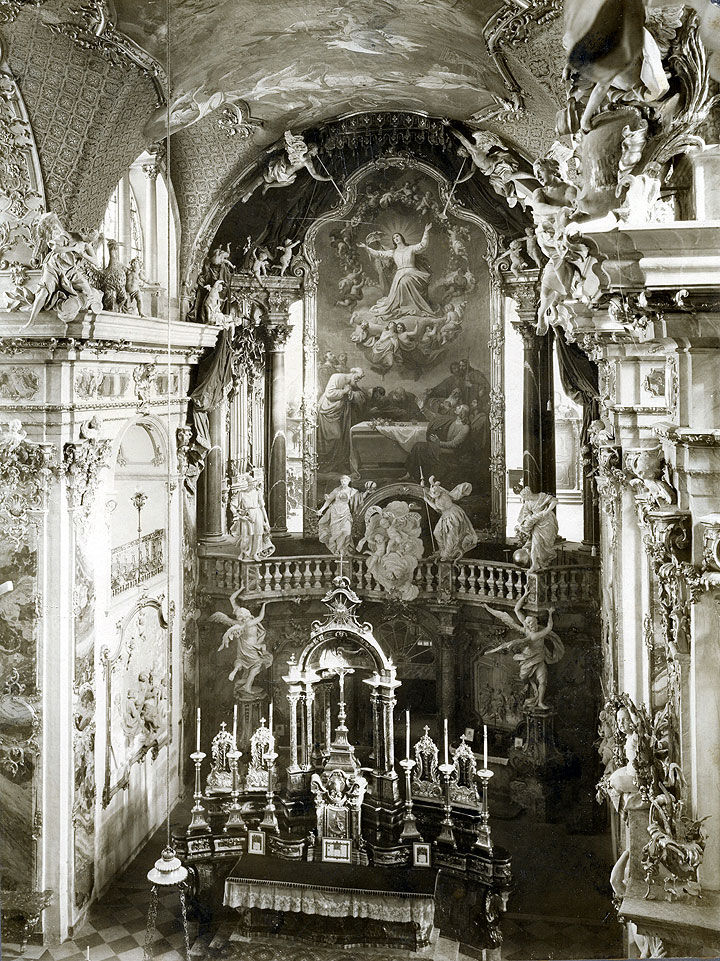
Hochaltar in Einsiedeln um 1900
«Reproduktion» eines Lienhardt-Bildes von Eugène Cattin